# Euphorbia septentrionalis
Euphorbia  septentrionalis es una especie fanerógama perteneciente a la familia de las euforbiáceas. Se encuentra en Etiopía, Kenia y Uganda.

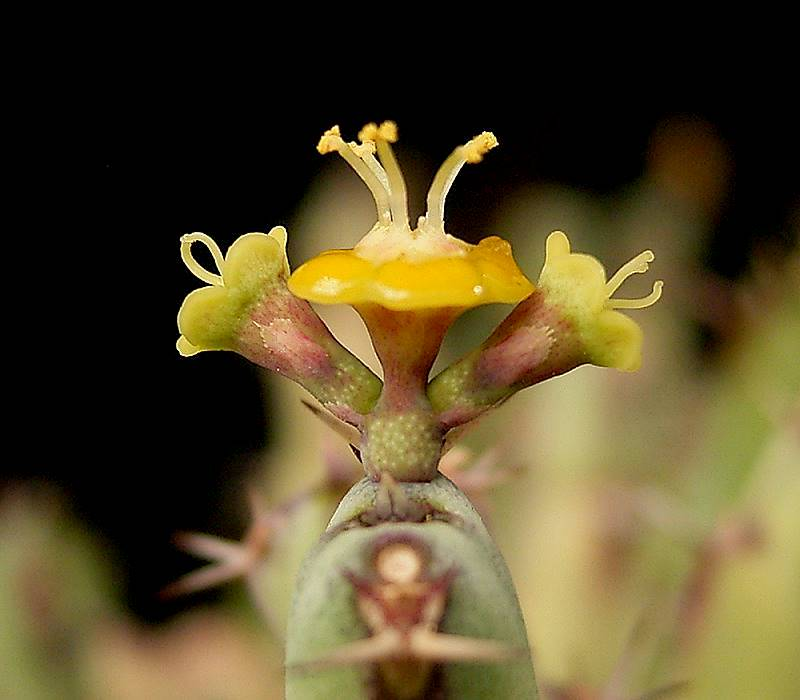
Ciatos

## Descripción
Es una planta suculenta densamente ramificada desde la base o ligeramente por encima. Tiene una gruesa raíz carnosa, los tallos crecen erectos alcanzando una altura de 15 cm, aunque  pueden ser decumbentes (postrados) y a veces estoloníferos, de 50 (-100) cm de largo y 5-8 mm de grosor.

## Ecología
Vegeta sobre suelos arenosos y rocosos entre matorrales de Acacia, por lo general en zonas abiertas, entre matorrales de Acacia-Commiphora en zonas arboladas o entre las grietas de suelos rocosos cercanas a ríos estacionales, a una altitud de ± 1050-1850 metros.
Es una especie cercana a Euphorbia schinzii.

## Taxonomía
Euphorbia  septentrionalis fue descrita por P.R.O.Bally & S.Carter y publicada en Kew Bull. 29: 514 1974.
Etimología
Euphorbia: nombre genérico que deriva del médico griego del rey Juba II de Mauritania (52 a 50 a. C. - 23), Euphorbus, en su honor – o en alusión a su gran vientre –  ya que usaba médicamente Euphorbia resinifera. En 1753 Carlos Linneo asignó el nombre a todo el género.
 septentrionalis: epíteto latino que significa "del norte".
Comprende dos subespecies
- Euphorbia septentrionalis subsp. gamugofana M.G.Gilbert (1992)
- Euphorbia septentrionalis subsp. septentrionalis[5][6]